# Денисов, Станислав Дмитриевич
Станислав Дмитриевич Денисов (род. 23 декабря 1993 года) — российский тхэквондист.

## Карьера
Чемпион России (2013). Двукратный (2012, 2014) бронзовый призёр чемпионата России.
Призёр ряда международных турниров, в том числе открытого чемпионата Кореи (2012, 1 место), открытый чемпионат Израиля (2 место — 2011, 2013), открытый чемпионат Австралии (3 место — 2015).
Бронзовый призёр первенства Европы 2013 года.
Вице-чемпион мира 2015 года.